# Hanna Gas (influenceuse)
Hanna Gas, née le 9 janvier 1986 en Pologne, est une styliste et influenceuse française, créatrice, notamment, de la marque de mode Lignes de France.

## Biographie
Hanna Gas (de son nom de naissance Hanna Wosny) est née le 9 janvier 1986 en Pologne et est arrivée en France à l'âge de deux ans. Elle est issue d'un milieu catholique cultivé. Elle est mariée depuis 2013, et, avec son époux, ils ont trois fils, nés en 2015, décembre 2016 et novembre 2020.
Elle a fait des études universitaires et a un diplôme de maîtrise en histoire et en littérature. Elle suit des études théologiques à l'Institut catholique de Toulouse depuis le milieu des années 2010.
En 2015, elle fonde le site internet Apprendre les bonnes manières, qui se décline en une chaîne Youtube en 2016, sur laquelle il y a, en mai 2025, un peu plus de 1700 vidéos. 
En 2022, elle crée la marque de mode Lignes de France, une boutique de prêt-à-porter féminin en ligne, dont les créations sont fabriquées en Pologne. Hanna Gas privilégie la modestie et la pudeur grâce à ces vêtements. Elle élabore ses modèles féminins en créant un style basé sur le classicisme et l'élégance à la française, avec des vêtements (robes, jupes, blouses et vestes) couvrant au minimum la première moitié des jambes, le dos, les épaules et la poitrine. Ils sont également dotés de décolletés discrets. Pour autant, elle souhaite que les habits qu'elle propose « n'étouffent pas » mais mettent en valeur. 
Appréciant le mode de vie traditionnel à la française, elle insiste sur l'importance de l'étiquette, des arts de la table, du protocole et du savoir-vivre.  Elle dispose d'une audience de 58 000 personnes sur Instagram et est présente sur de nombreuses publications et tutoriels sur Youtube (où son nombre d'abonnés, au printemps 2025, s'élève à environ 98 000 personnes). 

## Publications
- La figure de l'orphelin dans la littérature de jeunesse, Littératures, 2011.
- À ma chère Catherine, éditions Amalthée, 2013.
- Le Guide des Mondanités, en ligne.
- Élégance et décence féminine : « Comment s’habiller comme une lady » ?, en ligne.
- Séduire sans faire le 1er pas, cours en ligne.
- Arts de la table, comment recevoir en maîtres de maison accomplis, cours en ligne.
- Élégance, l'ultime palier des Ladies, cours en ligne.
- Correspondance épistolaire, un art, une distinction, un savoir oublié...qui donne du cachet, cours en ligne.
- La galanterie moderne, l’héritage aristocratique des Gentlemen qui permet de s’élever, cours en ligne.